# Wishing (If I Had a Photograph of You)
Wishing (If I Had a Photograph of You) è un singolo del gruppo musicale britannico A Flock of Seagulls, pubblicato il 16 novembre 1982 come primo estratto dal secondo album in studio Listen.

## Successo commerciale
Il singolo ottenne successo a livello mondiale.